# Магнус Норденген Кнудсен
Магнус Кнудсен (норв. Magnus Knudsen, нар. 15 червня 2001, Ліллестрем, Норвегія) — норвезький футболіст, півзахисник німецького клубу «Гольштайн»

## Клубна кар'єра
Магнус Кнудсен є вихованцем клубу «Ліллестрем». У серпні 2019 року Кнудсен дебютував на професійному рівні. За результатами того сезону клуб вилетів з Тіппеліги, та Кнудсен залишився в команді. І за рік разом з клубом повернувся до елітного дивізіону.
На початку 2021 року для набору ігрової практики Магнус Кнудсен вирушив в оренду у клуб Другого дивізіону «Улл/Кіса». Повернувся влітку і дограв сезон у «Ліллестремі». А у січні 2022 року футболіст підписав контракт з російським «Ростовом». Контракт на 4,5 роки обійшовся росіянам у 1  млн євро.
З 2022 року Кнудсен грав в оренді у норвезькому «Ліллестремі» та данському «Орхусу».
У липні 2024 року футболіст підписав контракт з німецьким клубом «Гольштайн», який вперше в своїй історії вийшов до Бундесліги.

## Збірна
З 2019 року Магнус Кнудсен захищає кольори юнацьких та молодіжної збірних Норвегії.